# Horst Girra
Horst Girra ist ein deutscher Hörspielautor. Ab den 1950er-Jahren war er für den Rundfunk der DDR als Hörspielautor tätig.

## Hörspiele
- 1957: Die gläserne Spinne – Regie: Werner Wieland (Rundfunk der DDR)
- 1958:  Aktion Silberring – Regie: Horst Preusker (Rundfunk der DDR)
- 1961: Feuersalamander – Regie: Detlev Witte (Rundfunk der DDR)
- 1965: Chiffre RV 263 – Regie: Helmut Molegg (Kriminalhörspiel aus der Reihe Spuren, Teil 1 – Rundfunk der DDR)
- 1967: Rosenweg Nr. 23 – Regie: Joachim Gürtner (Kriminalhörspiel aus der Reihe Spuren, Teil 4 – Rundfunk der DDR)
- 1968: Brennpunkt Autowolf – Regie: Joachim Gürtner (Kriminalhörspiel aus der Reihe Spuren, Teil 6 – Rundfunk der DDR)

## Bücher
- mit Hans Siebe: Die gläserne Spinne. Verlag Neues Leben, Berlin 1973.

| Personendaten    | Personendaten           |
| ---------------- | ----------------------- |
| NAME             | Girra, Horst            |
| KURZBESCHREIBUNG | deutscher Hörspielautor |
| GEBURTSDATUM     | vor 1957                |